# WISP (física de partículas)
Na física de partículas, a sigla WISP refere-se a uma partícula sub-eV que interage fracamente, em grande parte hipotética, ou partícula leve de interação fraca, ou partícula fina de interação fraca - partículas de baixa massa que raramente interagem com partículas convencionais.
O termo é usado para categorizar geralmente um tipo de candidato à matéria escura e é essencialmente sinônimo de partícula semelhante a um áxion (PSA). Com exceção dos neutrinos "ativos", todos os WISPs são partículas hipotéticas.
WISPs são o equivalente de baixa massa de partículas massivas de interação fraca (WIMPs).

## Discussão
Com exceção dos neutrinos ativos convencionais, todos os WISPs são candidatos a constituintes da matéria escura, e muitos experimentos propostos para detectar WISPs podem ser capazes de detectar vários tipos diferentes. “WISP” é mais frequentemente usado para se referir a partículas hipotéticas de baixa massa que são candidatas viáveis à matéria escura. Os exemplos incluem: 
- Axion - partícula de luz hipotética de longa data relacionada à força forte.
- Neutrino estéril – partículas nunca observadas explicitamente excluídas de interações fracas (se existirem), bem como das forças forte e eletromagnética.
- Partículas supersimétricas, particularmente a partícula supersimétrica mais leve que pode ser um
  - Neutralino - férmions supersimétricos que são compostos eletricamente neutros de super parceiros de bósons

## Neutrinos ativos excluídos
Embora os neutrinos “ativos” comuns (neutrinos quirais levógiros e antineutrinos quirais dextrógiros) sejam partículas cuja existência é conhecida, e embora os neutrinos ativos de fato satisfaçam tecnicamente a descrição do termo, eles são frequentemente excluídos das listas de partículas "WISP".
A razão pela qual os neutrinos ativos muitas vezes não são incluídos entre os WISPs é que eles não são mais candidatos viáveis à matéria escura: os atuais limites estimados para sua densidade numérica e massa indicam que sua densidade-massa cumulativa não poderia ser alta o suficiente para explicar a quantidade de matéria escura medida a partir dos seus efeitos observados, embora certamente façam uma pequena contribuição para a densidade da matéria escura. 